# Guerra del Mixtón
La Guerra del Mixtón o Miztón es el nombre con el que se conoce al periodo de la conquista de México en el que los ejércitos castellanos fueron inicialmente detenidos en su expansión, hasta que terminaron por subyugar a las poblaciones indígenas  de las regiones de Nochistlán, Teocaltiche, Jalpa y Juchipila (parte de los actuales estados de Zacatecas, Jalisco, Nayarit, Colima y Aguascalientes). 
La historiografía contemporánea sitúa la Guerra del Mixtón entre 1540 y 1542, aunque el conflicto se extendió de manera ininterrumpida hasta el final del s.XVI, enlazándose con el periodo conocido como las guerras chichimecas, que se suele presentar como un episodio histórico distinto.
Consistió en una serie de esfuerzos bélicos coordinados entre varias naciones indígenas —denominadas de forma genérica chichimecas— por expulsar a los españoles de sus puestos de avanzada en el noroeste de Nueva Galicia.

## Etimología
La Guerra del Mixtón recibió su nombre por el peñón del Mixtón, el principal baluarte del caudillo caxcán Tenamaztle. La palabra proviene del étimo náhuatl miztli, que significa puma y se castellanizó como "mixtón", pero la pronunciación correcta es míshton, es decir, con acento prosódico en la primera sílaba y con la grafía x pronunciada como /ʃ/ (como el fonema sh inglés).

## Campañas de conquista de Nuño Beltrán de Guzmán
Los antecedentes de la guerra suelen señalarse en la cruel campaña de conquista emprendida por Nuño de Guzmán en el territorio que los españoles llamaron Nueva Galicia antes de su pacificación. Durante esa intervención que terminó en 1531, varios miles de indígenas fueron torturados o asesinados por las fuerzas españolas y sus aliados indígenas. Aunque estos y otros hechos le valieron a Nuño de Guzmán la prisión, el recuerdo de la invasión española permaneció entre los nativos del Occidente de Mesoamérica, entre los que cabría señalar a los caxcanes, tecoxquines y zacatecos, como principales protagonistas de la rebelión del Mixtón, aunque fueron apoyados por guachichiles, coras, tecuexes, y guamares.

## Sucesos previos
Poco antes de que se iniciaran las hostilidades, el virrey Antonio de Mendoza había enviado al gobernador de Nueva Galicia Francisco Vázquez de Coronado por tierra, y a Hernando de Alarcón por mar hacia el norte, en expediciones simultáneas para buscar la mítica ciudad de Cíbola (o Siete Ciudades). El control de Nueva Galicia, quedó en manos del teniente de gobernador Cristóbal de Oñate quien pronto se dio cuenta de que las fuerzas militares españolas habían sido superadas.
Los abusos de algunos encomenderos y la resistencia de los propios indígenas para someterse a la Corona española, fueron las causas que provocaron los primeros incidentes aislados. Un grupo de dieciocho principales chichimecas fueron hechos prisioneros, y nueve de ellos ahorcados por el capitán Domingo de Arteaga a mediados de 1540, en presencia de Cristóbal de Oñate, Martín Benítez, Juan Pascal y otros españoles.
La respuesta de los chichimecas no se hizo esperar, a finales del mismo año los pobladores de Huaynamota y Huazamota dieron muerte al encomendero Juan de Arze a quien además se comieron asado. Rumores y noticias del descontento fueron escuchadas por Cristóbal de Oñate, se reportó un baile en Tlaxicoringa en donde los indígenas de los pueblos de Tlaltenango, Cuitlan, Hueli, Colotlán, y Tepeque promulgaron el levantamiento general. De acuerdo a las versiones de los cronistas españoles se celebró una especie de aquelarre dirigido por “viejas hechiceras” quienes invocaron al diablo, se le llamó tlatol y fue interpretado como la "palabra siniestra del diablo", el propio virrey Mendoza escribió que "algunos indios con los que se entrevistó le habían dicho ser mensajeros del diablo, el cual se llamaba Tecoroli, y le comunicaron que éste traía consigo resucitados a los antepasados indígenas".

l32. Ítem, si saben &c., creen, vieron, oyeron decir que puede haber seis años, poco más o menos, que ciertos indios de las sierras y Zacateclas hechiceros vinieron a los pueblos de Taltenango y Juchipila y a otros de la Nueva Galicia, y subvertieron y engañaron los dichos pueblos, diciendo y haciendo creer a los indios que habían resucitado sus abuelos y todos sus antepasados, y que habían de matar a todos los cristianos que estaban en aquella provincia, y muertos estos, pasarían a México y la habían de sojuzgar, y que no tenían necesidad de sembrar, porque el maíz y otras semillas se darían de suyo, y les hicieron entender otras muchas hechicerías y liviandades, por lo cual los de los dichos pueblos se alteraron y levantaron, y comenzaron a idolatrar y hacer ritos y idolatrías de infieles: digan los testigos lo que saben.

154. Ítem, si saben &c. que los dichos indios alzados enviaron sus mensajeros a muchas partes y tierras y lugares de indios, con unas flechas atadas en un cuero, que eran insignias del demonio, persuadiéndoles que renegasen la fe, y mostrándoles cierto cantar que llaman el tlatol del diablo, y que idolatrasen y no sirviesen más a los cristianos, porque luego los habían de matar a todos, y si no lo hiciesen, que ellos vernían sobre los pueblos y los destruirían; y por su inducimiento muchos pueblos donde enviaron los dichos mensajeros, los indios renegaron nuestra fe católica e idolatraron, como solían hacer antes que fuesen cristianos: digan lo que saben.
Interrogatorio a testigos en la visita hecha por el licenciado Francisco de Tello el 8 de enero de 1547 al virrey Mendoza.

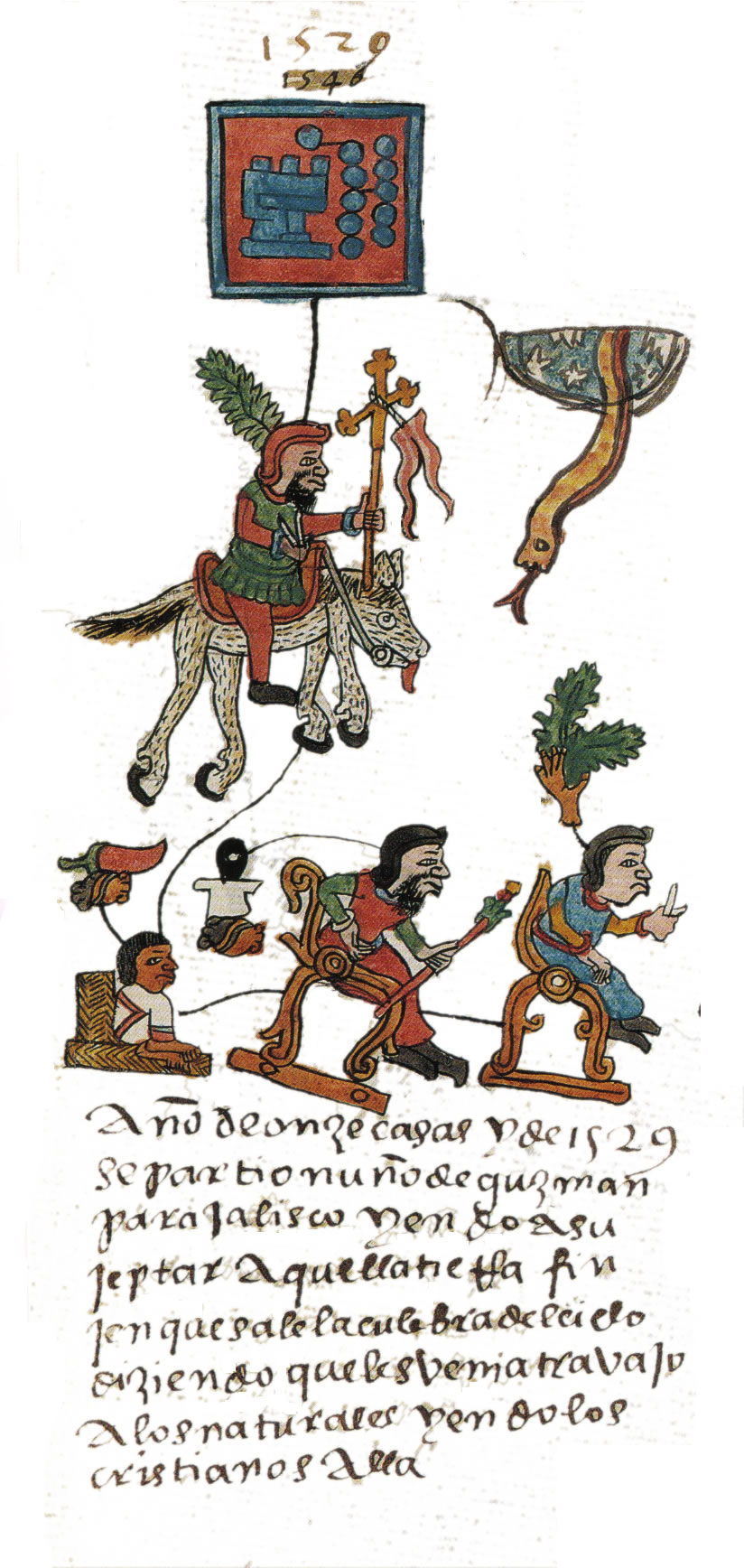
Nuño de Guzmán durante su campaña a Jalisco y Nayarit (1529)

Muy probablemente se trataba de sacerdotisas celebrando un rito religioso, y en realidad el vocablo tlatol es la forma abreviada de tlahtolli (del idioma náhuatl: discurso o palabra). Los rumores escuchados se referían a reuniones celebradas en Tlaxicoringa, en donde los pueblos originarios determinaron hacer un frente común contra los españoles, a quienes pretendían expulsar de sus tierras. El huehuehtlahtolli, era la antigua palabra, o discursos pronunciados por los ancianos y los sabios.
Hubo diversas reuniones posteriores donde se escuchó el tlatol, en Xuchipila, Nochistlán y Teocaltiche. Con los ánimos encendidos, los indígenas atacaron a los españoles en Xuchipila, en Tepechitlán mataron a un esclavo de raza negra que trabajaba para Arturo de Bobadilla. En las cercanías de Etzatlán y Tecuila, el fraile franciscano Juan de Calero intentó dialogar con ellos para conseguir la paz, pero como respuesta lo atacaron y mataron con flechas diciendo "¡Ya no nos predicarás más cosas del cielo ni del infierno, ni queremos tu doctrina!". Fray Antonio de Cuéllar realizó un nuevo intento de diálogo, pero con iguales resultados.

## Inicio de la guerra
El levantamiento indígena comenzó en 1541, en las inmediaciones de los señoríos caxcanes de Teocaltiche, Nochistlán y Xuchipila. En esta última población se había levantado un convento franciscano al que habrían llegado emisarios de la sierra del Nayar — probablemente coras o huicholes— a arengar a los indios a levantarse contra la dominación española, y muy especialmente contra la religión cristiana. Los indígenas partieron de los poblados españoles y se fortificaron en el Mixtón. Entre algunos de los líderes de la rebelión indígena se encontraban Petlácatl cacique caxcán de Xalpa, Francisco Tenamaxtle de Nochistlán, Coringa de Tlaxicoringa, Tencuítlatl de Xuchipila y don Diego de los zacatecos. El lugarteniente de gobernador realizó una junta y envió un mensajero en busca de ayuda a la Ciudad de México, pues se dio cuenta de que sus fuerzas habían sido superadas.
Xiuhtecutli, gobernante de Xuchipila atacó a Gonzalo Garijo en Tlaltenango. En defensa de su causa, su lema fue ”totenan, totzacuil” (del náhuatl: nuestro muro, nuestro amparo), y bajo el grito de guerra “¡Axcan quema, tehuatl, nehuatl!” (del náhuatl: ¡hasta tu muerte o la mía!) comenzaron el ataque generalizado. Desde Guadalajara, Cristóbal de Oñate envió al capitán Miguel de Ibarra, así como indios aliados Tlaxomulco y del valle de Tonalá, los enfrentamientos tuvieron lugar en el cerro del Mixtón. El requerimiento fue leído repetidas veces, pero los rebeldes hicieron caso omiso a la lectura. Las fuerzas españolas fueron derrotadas y repelidas. De inmediato se enviaron noticias a la Ciudad de México, solicitando ayuda nuevamente, al virrey Antonio de Mendoza.

## Intervención y muerte de Pedro de Alvarado

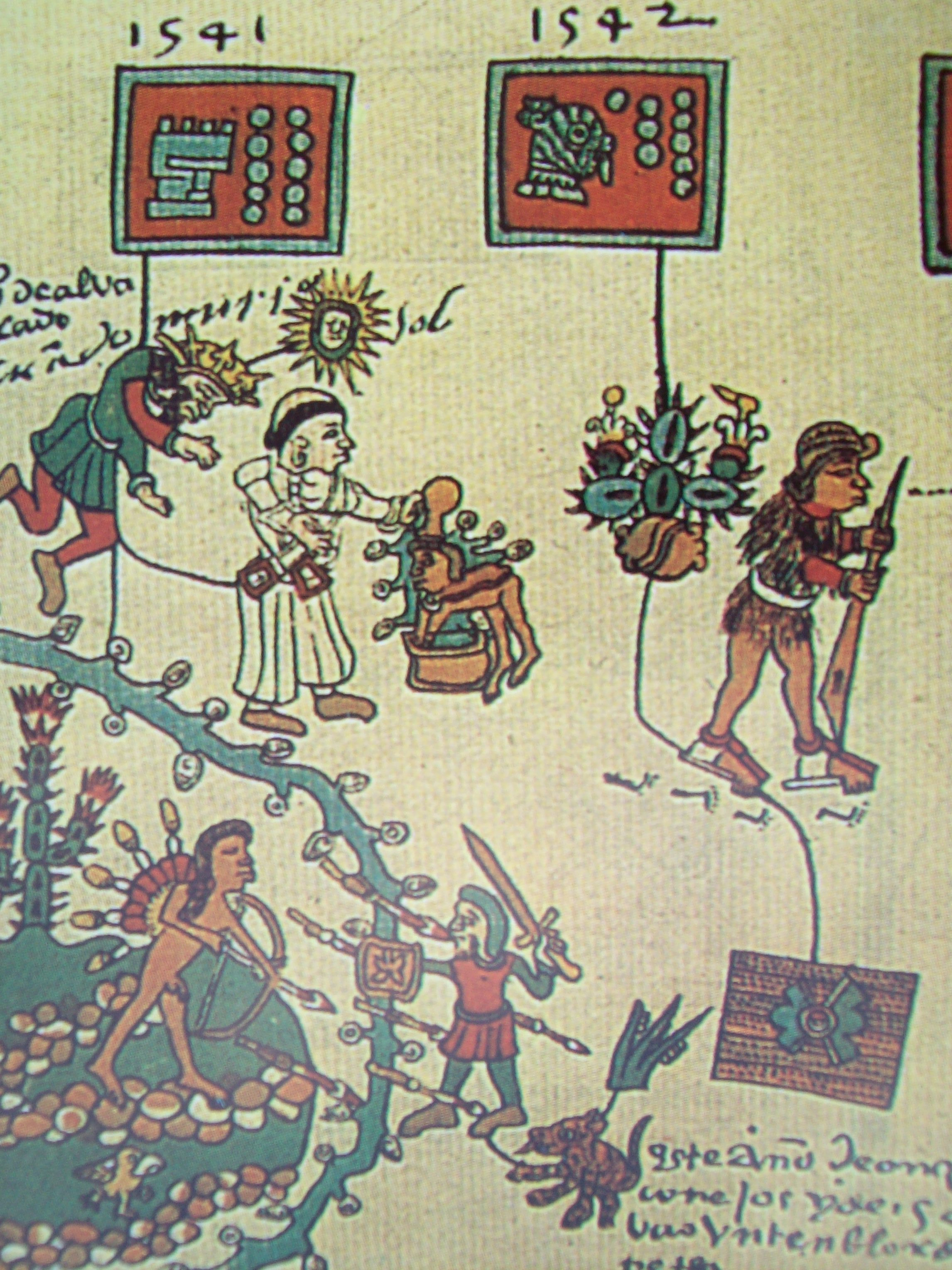
Códice Telleriano-Remensis durante el año 10-casa (1541), se indica la muerte de Pedro de Alvarado junto al glifo del sol (Tonatiuh), apodo por el que fue conocido debido a su cabello rubio; a su lado un fraile bautizando a un chichimeca. En la parte inferior se representa a Nochistlán, rodeada por un río y con el glifo de un nopal con tunas (nochiztli). Sobre el montículo Francisco Tenamaztle se enfrenta contra el virrey Antonio de Mendoza, quien es representado por un maguey (me-tl) y una tuza, es decir metuza=Mendoza. También se aprecia un pequeño halcón, el cual hace alusión al capitán Falcón.

Pedro de Alvarado, era un experimentado conquistador español. Había sido capitán de Hernán Cortés durante la conquista de Tenochtitlan, y fue muy conocido por los mexicas, quienes lo apodaron Tonatiuh (del náhuatl: sol) debido a su cabello rubio. Posteriormente realizó campañas para la conquista en Guatemala, y logró obtener el título de adelantado y gobernador de la provincia. Por incentivos del virrey de Nueva España, Alvarado había organizado una expedición con destino a las Californias, y se encontraba reunido en la Ciudad de México con Antonio de Mendoza, cuando se recibieron las noticias de Nueva Galicia. Ante la gravedad de la situación, el virrey pidió con urgencia el apoyo al conquistador, quien no dudó en contribuir a la causa.
Pedro de Alvarado desembarcó en el Puerto de Navidad. Juan de Villarreal se entrevistó con Alvarado en Tzapotlán y le explicó las últimas noticias y problemas de la rebelión. Confiado en poder controlar a los indígenas, “Tonatiuh” le respondió: “Harélo yo, hidalgo, de mil amores que a eso vengo, idos a descansar”.
Alvarado y sus hombres llegaron a Guadalajara el 12 de junio de 1541. Se reunió con Cristóbal de Oñate, quien consideró necesario esperar por más refuerzos, pero Alvarado le dijo "A mí me parece que no se dilate el castigo de estos traidores enemigos, que es vergüenza que cuatro indios gatillos hayan dado tanto tronido; que con menos gente de la que conmigo traigo bastará a sujetarlos, porque yo he arruinado muchas maquinaciones de enemigos y es mengua que para esto sea menester más socorro, no hay que esperar más". Realizó su avance hacia el peñol de Mixtón, donde se encontraban más de quince mil caxcanes y zacatecos dirigidos por Francisco Tenamaztle y don Diego.
El primer asalto lo llevó a cabo el capitán Falcón, quien murió en el intento junto con diez españoles y muchos aliados indígenas. La victoria del primer encuentro animó a los rebeldes, y los españoles decidieron replegarse en Yahualica. Alvarado comandó los siguientes asaltos, sin lograr el éxito, pues fue repelido en varias ocasiones.
El 24 de junio, durante una incursión un caballo se soltó de las manos del escribano Baltasar de Montoya y el animal aplastó el pecho de Pedro de Alvarado, malherido con las costillas fracturadas, fue llevado a Guadalajara, donde Oñate le recordó su advertencia, “Tonatiuh” respondió "Ya es hecho, ¿Qué remedio hay?, Curar el alma es lo que conviene". Pedro de Alvarado habría de morir el 4 de julio de 1541 a causa de las heridas recibidas durante su incursión en el Mixtón.
Cuando escucharon las noticias, los integrantes del cabildo de la Ciudad de México se reunieron. Entre ellos estaban el alcalde Cristóbal de Salamanca, el oidor licenciado Loayza y Bernardino Vázquez de Tapia, el 5 de julio de 1541 pidieron ayuda al virrey Antonio de Mendoza, pues consideraron que la situación se había salido de control en Nueva Galicia, y peligraba así toda la Nueva España, las noticias incluso llegaron hasta el secretario del Consejo de Indias Juan de Sámano.

..«que mande que se efectúe con la mayor diligencia e presteza que convenga pues en asegurar esta cibdad e fortalecella, se asegura toda la Nueva España e Indias.»
Acta de cabildo 5 de julio 1541

## Sitio de Guadalajara
Hacia el 27 de septiembre de 1541 los hombres de Tenamaztle avanzaron a la ciudad de Guadalajara y el 28 de septiembre de 1541 sitiaron la localidad. En las crónicas se destacan las acciones de una mujer llamada Beatriz Hernández, quien arengaba a los soldados, y daba ánimo a mujeres y niños. Cristóbal de Oñate decidió romper el sitio, reunió a todos los arcabuceros en un solo frente, y con toda la fuerza de artillería como respaldo, realizó un contraataque repentino. Al mismo tiempo la caballería se dividió en dos columnas que salían por dos puertas, después de realizar un ataque volvían a entrar a la ciudad para salir por la otra puerta, de esta manera parecía mayor el número de caballos. La batalla duró más de tres horas, a pesar de encontrarse en desventaja numérica, la determinación y estrategia de los españoles obligó la retirada de los chichimecas.

## Incursión del virrey Antonio de Mendoza

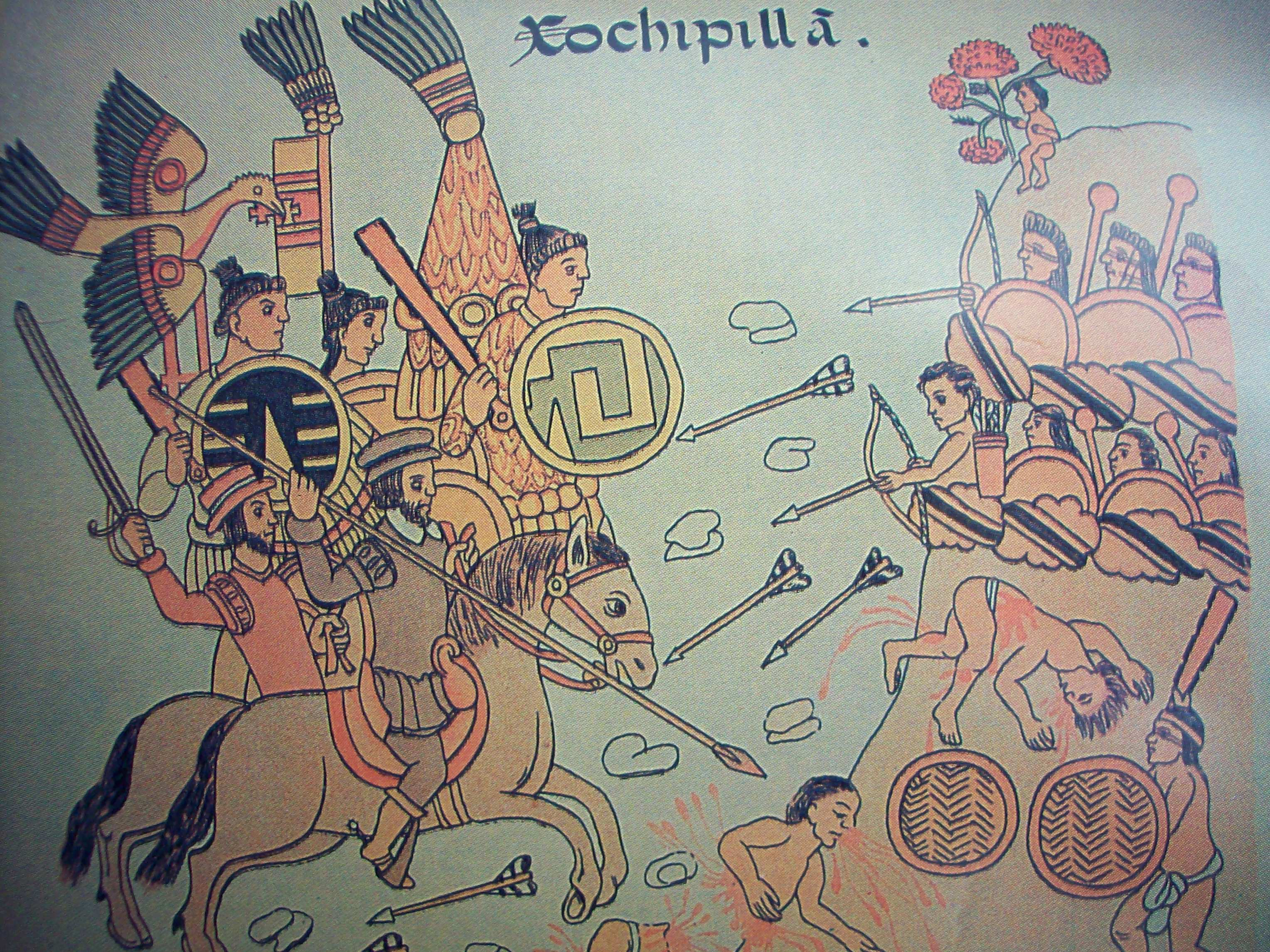
Lienzo de Tlaxcala (página 58), el virrey Antonio de Mendoza acompañado de aliados tlaxcaltecas se enfrenta a los caxcanes y zacatecos en Xochipillā. El lugar es representado en la parte superior derecha con un niño sosteniendo un ramo de flores (xochitl).

La inoperancia del ejército español y la inminente extensión de la insurrección hacia Michoacán y la capital de la Nueva España, fueron hechos que llevaron al virrey Antonio de Mendoza a participar directamente en la campaña militar. Poco antes del inicio del sitio, el virrey partió de la Ciudad de México con un gran número de aliados tlaxcaltecas, huejotzincas, cuauhquechultecas, mexicas, xilotepecas, Chalcas, y acolhuas. La expedición hizo escala en Michoacán para reclutar aliados purépechas. Enterado de las noticias del rompimiento del sitio de Guadalajara, Mendoza se dirigió al peñón de Coyna, las crónicas registraron un total de cincuenta mil hombres que hicieron frente a los rebeldes.
De acuerdo al protocolo, antes de cada combate se leía el requerimiento o advertencia pronunciado en voz alta dirigida a los indígenas instándolos a que depusieran las armas, ofreciéndoles que serían tratados con bondad y que no se les castigaría por su atrevimiento al empuñar las armas, y que de no aceptar el ofrecimiento de las autoridades, entonces habrían de ser castigados y sometidos como esclavos de guerra, sin piedad ni consideración alguna... Los alzados, que obviamente no entendían lo que se les decía, y por ende hacían caso omiso de esa advertencia se burlaban del documento, motivo por el cual, los españoles consideraban el enfrentamiento como "guerra justa", de tal forma que bajo las leyes españolas, castigos, ejecuciones y aperreamientos fueron legales Fueron varios los principales sentenciados a morir en la horca, y muchos los esclavizados.

142. Ítem, si saben &c. que estando los dichos indios alzados en el dicho peñol del Miston, según que se contiene en la pregunta antes desta, fueron muchas veces requeridos por la justicia y otros españoles, que se viniesen de paz a sus pueblos, y que si algún agravio habían recibido se les haría justicia, y los dichos indios no lo quisieron hacer, antes de cada día se hacían mas fuertes, y convocaban y traían a sí muchos indios que se alzaban y juntaban con ellos.

175. Ítem, si saben &c. que todos los indios que se tomaron en el peñol de Coyna, que se herraron por esclavos, fueron solamente doscientos y cuarenta y ocho, como parece por los libros de S. M.
Interrogatorio a testigos en la visita hecha por el licenciado Francisco de Tello el 8 de enero de 1547 al virrey Mendoza.

La siguiente arremetida fue contra los indios de Nochistlán, que a
diferencia de los que controlaban Acatic se habían negado a capitular. Tlaxcaltecas, huejotzincas, cuauhquechultecas, mexicas, xilotepecas, y aculhuas atacaron por un flanco y por el otro los chalcas junto con los de Michoacán y Mextitlán. Los nochistecos fueron rodeados y vencidos en cuatro días.
El siguiente ataque fue a Xuchipila, se transportó la artillería y el asalto duró también cuatro días, los frailes españoles leyeron el requerimiento no menos de veinte veces, pero la respuesta de los chichimecas siempre fue negativa, habían determinado defender sus territorios o morir en el intento. El capitán Iñigo López de Nuncibay fue el encargado de proteger la retaguardia, en donde se dispuso la artillería, estuvo a punto de ser vencido por los sitiados, pero finalmente los españoles lograron el éxito.
Tomada la plaza, el virrey De Mendoza se dirigió finalmente al Mixtón, fortaleza montana que fue atacada con violencia por los españoles y pueblos aliados en 1542. Ante el asedio, Tenamaztlte buscó el cese de la batalla preguntando por su antiguo encomendero Miguel de Ibarra. El gobernante de Nochiztlán se entregó para que fuese respetada la vida de los alzados.
Ibarra partió con órdenes del virrey hacia el peñón del Mixtón, para dialogar con los rebeldes al respecto de una posible rendición por la captura de Tenamaztle. Los caxcanes pidieron ver a su líder pues no confiaban en la palabra de Ibarra. Entonces, el caudillo fue llevado al lugar para dialogar y hacer deponer las armas de sus hombres, pero estos en una sorpresiva acción, rescataron a su líder de las manos de los españoles.

182. Ítem, si saben &c. que después de lo susodicho envió el dicho visorey a Miguel de Ibarra a hablar a los mismos del Miston, y llevó consigo al cacique de Nuchistlan, que estaba preso, porque él trabajase de -atraellos de paz, y no sólo no aprovechó, mas antes salieron de guerra y se lo quitaron, y hirieron al dicho Miguel de Ibarra y a otros españoles: digan lo que saben.

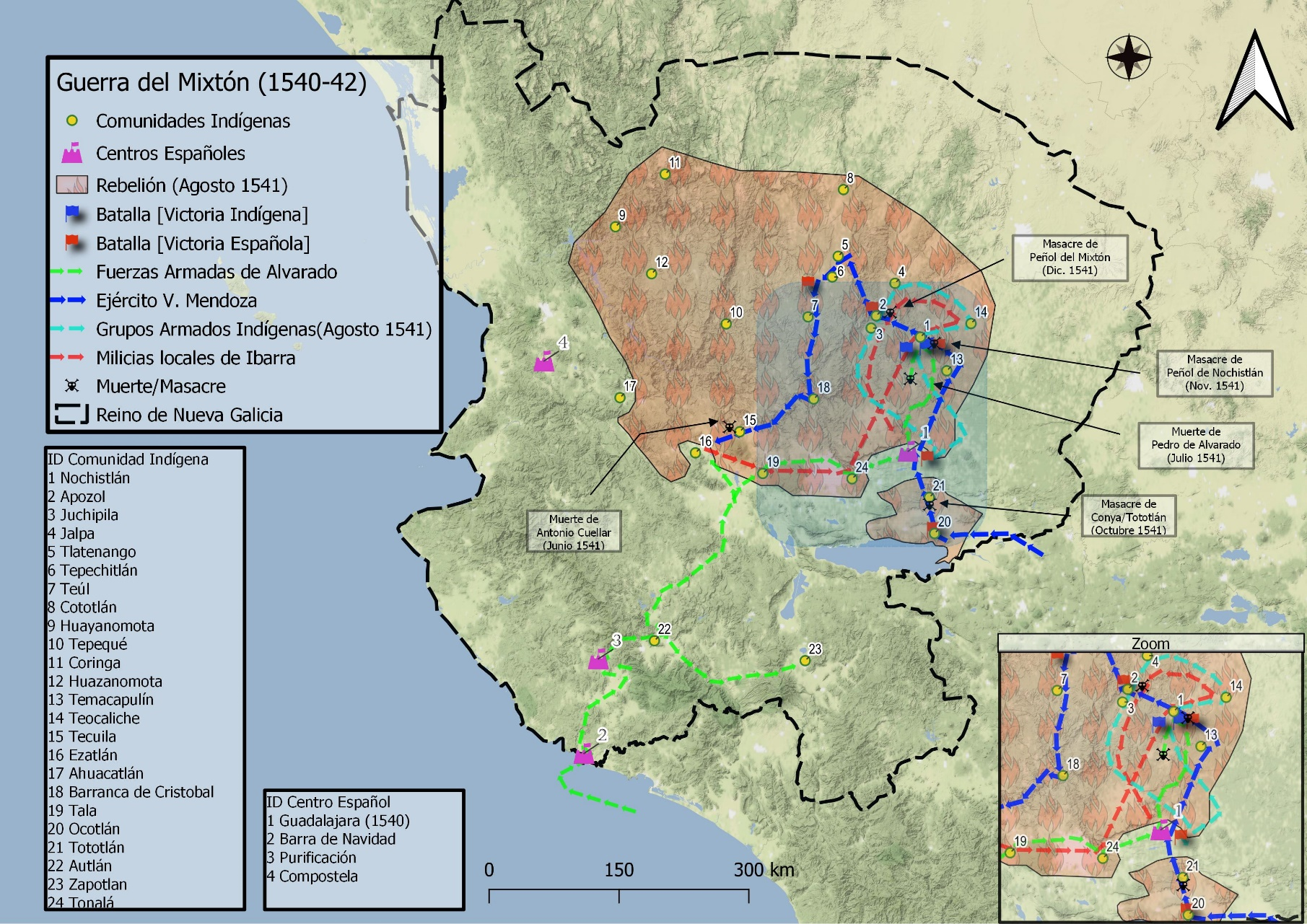
Principales movimientos de los grupos armados durante la Guerra del Mixtón

139. Ítem, si saben &c. que andando el dicho Miguel de Ibarra, como visitador y capitán, procurando de atraellos y pacificallos, yendo con algunos españoles y con religiosos de la orden de S. Francisco y con los indios de la comarca al peñol de Tepeztiztaque y estancias de Zacatecas, ya dicho, a dos leguas del dicho peñol alcanzó a saber cómo parte de los que llevaba consigo, que fingían ser amigos, tenían hecho trato y concierto con los del dicho peñol para matar a él y a los españoles que con él iban, y prendió a los principales del dicho trato y hizo justicia dellos, y a los demás mandó volver a sus casas, por ir seguro; y llegó al dicho peñol, donde pelearon con él y le hirieron muchos indios de los amigos, y españoles, y caballos, y se tornó sin podellos sojuzgar.
Interrogatorio a testigos en la visita hecha por el licenciado Francisco de Tello el 8 de enero de 1547 al virrey Mendoza.

Después de la breve tregua, Mendoza volvió al ataque leyendo nuevamente el requerimiento en repetidas ocasiones, los guerreros contestaron "Que, ¿qué paz querían? pues ellos estaban quietos en su tierra, que a qué venían a ella, que ya sabían venían para quitársela, que se fuesen, que eran gallinas y comegallinas, y que todas las que tenían se las habían acabado...". Ante la negativa se dio paso al ataque con el grueso de la artillería, finalmente la victoria fue de los españoles.

## Eventos posteriores

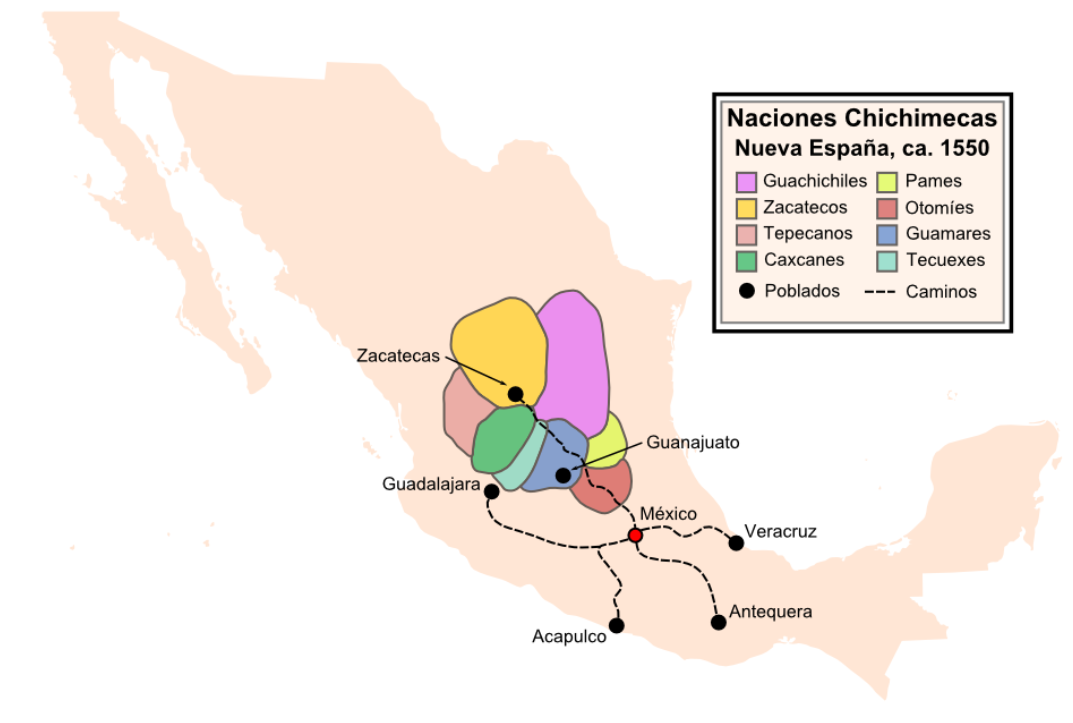
Los pueblos chichimecas, ca. 1550.

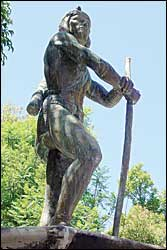
Monumento a Francisco Tenamaztle en Nochistlán de Mejía.

Consumada la derrota en el Mixtón, los rebeldes sobrevivientes decidieron replegarse a la zona septentrional de Nueva Galicia, Tenamaztle se alió a Chapuli. No se consiguió una paz duradera, y los rebeldes mantuvieron acciones de guerrilla durante casi diez años más. Tenamaztle mantuvo en pie de guerra a los caxcanes, y fueron adicionalmente apoyados por los guainamotas, coras, tocomios, y tecuales.
Otros pueblos que aún permanecían bajo control indígena fueron abandonados a los españoles.
Los vecinos de Guadalajara urgieron a las autoridades para que se autorizara el traslado de la ciudad al sitio que ocupa desde entonces, en el valle de Atemajac. Este acontecimiento, fue tomado en cuenta por Carlos I, quien el 28 de septiembre de 1543, giró las órdenes conocidas como Recopilación de Leyes de los Reinos de Indias, para que los "indios alzados se procuren atraer a la paz por buenos medios".
En 1551 Tenamaztle se entregó al obispo de Guadalajara Pedro Gómez Maraver. Pero a pesar de la rendición voluntaria del líder, el estado de guerra continuó durante siglos en la zona septentrional de la Nueva Galicia. El capitán de los caxcanes fue deportado por el virrey Luis de Velasco, y puesto a disposición de la Casa de Contratación en Sevilla.
Tenamaztle fue trasladado a Valladolid, en donde conoció a fray Bartolomé de las Casas, quien no dudo en promover su defensa frente al Consejo de Indias. En 1554, se presentaron diversos escritos en los cuales se denunciaron los abusos previos a la rebelión, justificándose así los actos bélicos ocurridos. Un documento firmado por Tenamaztle explica los hechos previos y las reacciones hasta el momento en que su pueblo tuvo que huir a los montes en su legítima defensa, comportamiento que los españoles en Nueva España llamaron, "usando mal la propiedad de los vocablos, en todas las Indias, contra el Rey levantarse”, pretendiendo así una “guerra justa” para desposeer a los naturales. Es innegable que el documento fue redactado y escrito por fray Bartolomé de las Casas, pero en él se relata la historia de Tenamaztle y su firma aparece al calce. El juicio no pasó desapercibido para la Corona española, pero se desconoce el veredicto de la reclamación y lo sucedido con el caudillo caxcán.
En las Indias, la inconformidad de los chichimecas continuó en toda la zona septentrional de la Nueva España. Coras, huicholes, tepehuanes, y mexicaneros perduraron en actitud de resistencia durante los años siguientes, período que es conocido como la Guerra Chichimeca.